# Ortodoxia în Bosnia și Herțegovina

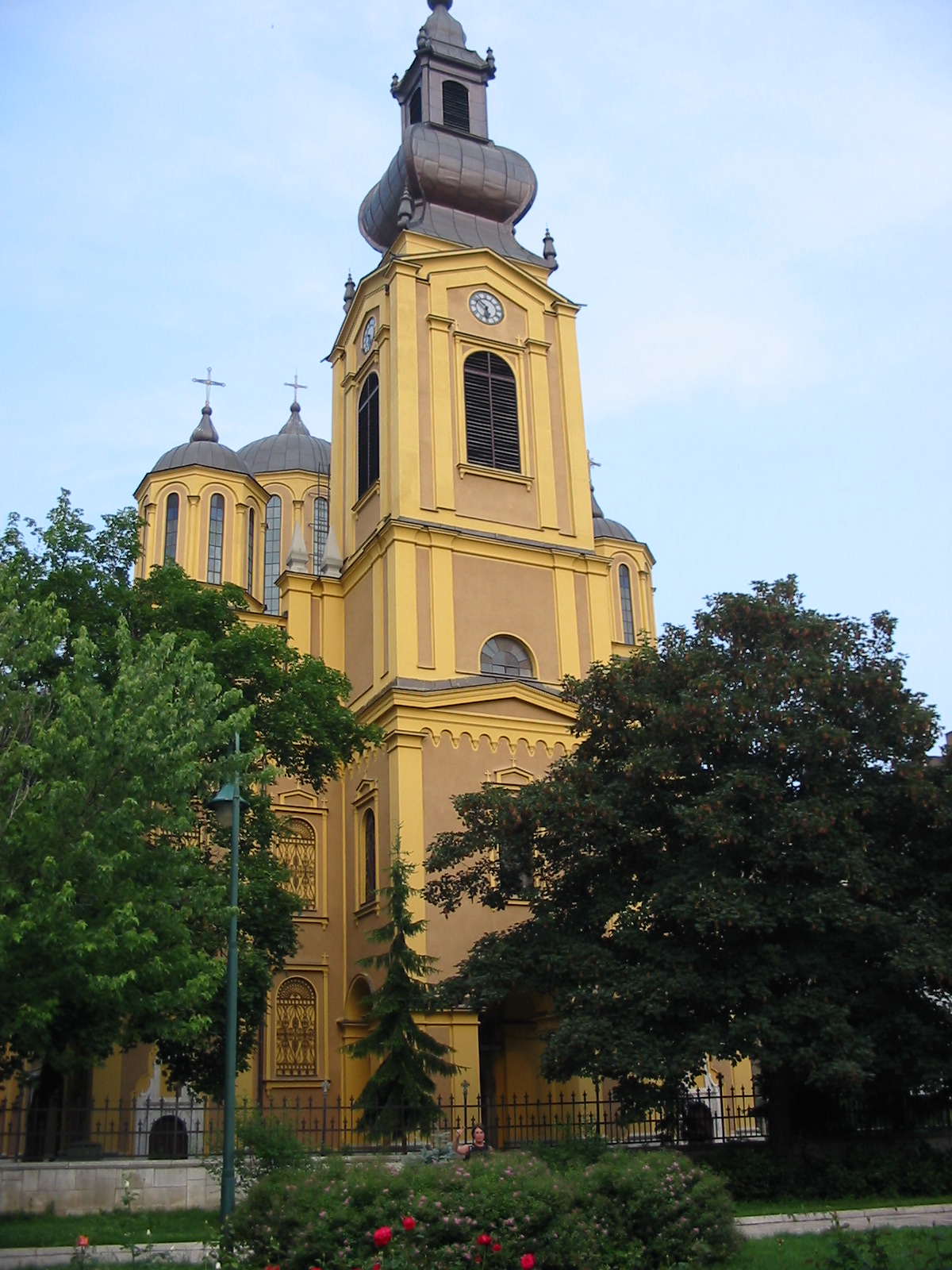
Catedrala ortodoxă sârbă din Sarajevo

Biserica Ortodoxă este cea mai răspândită denominațiune creștină în Bosnia și Herțegovina și al doilea cel mai răspândit grup religios din țară, după Islam și înaintea Romano-Catolicismului. O mare majoritate a creștinilor ortodocși din Bosnia și Herțegovina aparțin Bisericii Ortodoxe Sârbe. Potrivit CIA Factbook, creștinii ortodocși reprezintă aproape 31% din populația țării.

## Istoric
Ortodoxia s-a răspândit la sfârșitul Evului Mediu - sub forma Bisericii Ortodoxe Sârbe - în partea de est a Herțegovinei, și anume în Zachlumia, după ce a fost cucerit de Regatul Serbiei. Zachlumia a fost cucerit de banul Ștefan al II-lea al Bosniei la sfârșitul anilor 1320 și a făcut parte de atunci înainte din Banatul Bosniei (ulterior regat), în care Biserica Romano-Catolică și indigena Biserică Bosniacă se întreceau între ele pentru supremație. Într-un astfel de climat politic, Ortodoxia nu pare să fi pătruns în Bosnia medievală dincolo de Podrinje.
Cucerirea otomană a Regatului Bosniei în 1463 a dus la schimbări drastice în structura confesională din Bosnia și Herțegovina, făcând să apară Islamul, iar creștinismul ortodox să se răspândească în Bosnia. Sultanul Mahomed Cuceritorul a promis să protejeze creștinismul Ortodox și, la fel ca toate bisericile ortodoxe, Biserica Ortodoxă Sârbă s-a bucurat de un mare sprijin din partea statului otoman. Otomanii au introdus o populație creștin-ortodoxă considerabilă în Bosnia, inclusiv vlahii din Balcanii de est. Convertirea adepților Bisericii Bosniace a contribuit, de asemenea, la răspândirea Ortodoxiei. Mai târziu, zonele abandonate de catolici în timpul Războaielor Otomano-Habsburgice au fost populate cu musulmani și creștini ortodocși. Regimul otoman a favorizat constant Biserica Ortodoxă în dauna Bisericii Catolice și a încurajat convertirea catolicilor la Ortodoxie din cauza oportunității politice: în timp ce întreaga ierarhie ortodoxă a fost supusă sultanului, catolicii au fost suspectațide complicitate cu frații lor din afara Imperiului Otoman.
În timp ce bosniacilor catolici li s-a permise doar să-și repare obiectele sacre existente, construcția pe scară largă a bisericilor și mănăstirilor ortodoxe în Bosnia a început în nord-vestul țării în 1515. Un preot ortodox a fost prezent deja la Sarajevo în 1489, iar prima biserică ortodoxă a orașului a fost construită între 1520 și 1539. Pe la 1532, creștinii ortodocși bosniaci au avut propriul lor mitropolit, care a avut reședința oficială la Sarajevo începând din 1699. Pe la sfârșitul secolului al XVIII-lea, mitropolitul Bosniei avea autoritate asupra episcopilor ortodocși din Mostar, Zvornik, Novi Pazar și Sarajevo. Înalții clerici ortodocși, cu toate acestea, erau foarte prost educați și corupți; ei erau ignoranți în ceea ce privea principiile de bază ale credinței, cum ar fi cele Zece Porunci, spovedania, rugăciunile și importanța Crucii. Sincretismul a fost larg răspândit în rândul bosniacilor, iar catolicii (târziu, prin anii 1880) și musulmanii sărbătoreau slava ortodoxă.
Situația s-a schimbat totuși atunci când clerul ortodox a renunțat la loialitatea față de sultani și a început încurajarea și sprijinirea răscoalelor țărănești. Otomanii au desființat Patriarhia de Peć și, de la sfârșitul anilor 1760 până în 1880, Biserica Ortodoxă din Bosnia și Herțegovina s-a aflat în jurisdicția directă a Patriarhiei Ecumenice de Constantinopol. Ca atare, ea a fost condusă de fanarioți, greci din Istanbul. La mijlocul secolului al XIX-lea erau peste 400 de preoți ortodocși în Bosnia și Herțegovina; a fost un moment de reînnoire a prosperității Ortodoxiei din această țară. În 1920, după Primul Război Mondial și crearea Regatului Iugoslaviei, zona a intrat din nou sub autoritatea religioasă a Bisericii Ortodoxe Sârbe reunite, sub patriarhul Dimitrije.